# Onthophagus wilgi
Onthophagus wilgi är en skalbaggsart som beskrevs av Matthews 1972. Onthophagus wilgi ingår i släktet Onthophagus och familjen bladhorningar. Inga underarter finns listade i Catalogue of Life.